# Szemeretelep
Szemeretelep est un quartier situé dans le 18e arrondissement de Budapest. 